# Arena (entreprise)
Pour les articles homonymes, voir Arena.
Arena est une entreprise fondée en 1973 par Horst Dassler et Adidas à Herzogenaurach en Allemagne. Dix-sept ans plus tard, Adidas la revend. De nos jours, l'entreprise Arena Italia S.p.A est à capital suisse et le siège se trouve en Italie, bien que depuis les années 2000, la marque ait changé plusieurs fois de propriétaires de différentes nationalités.

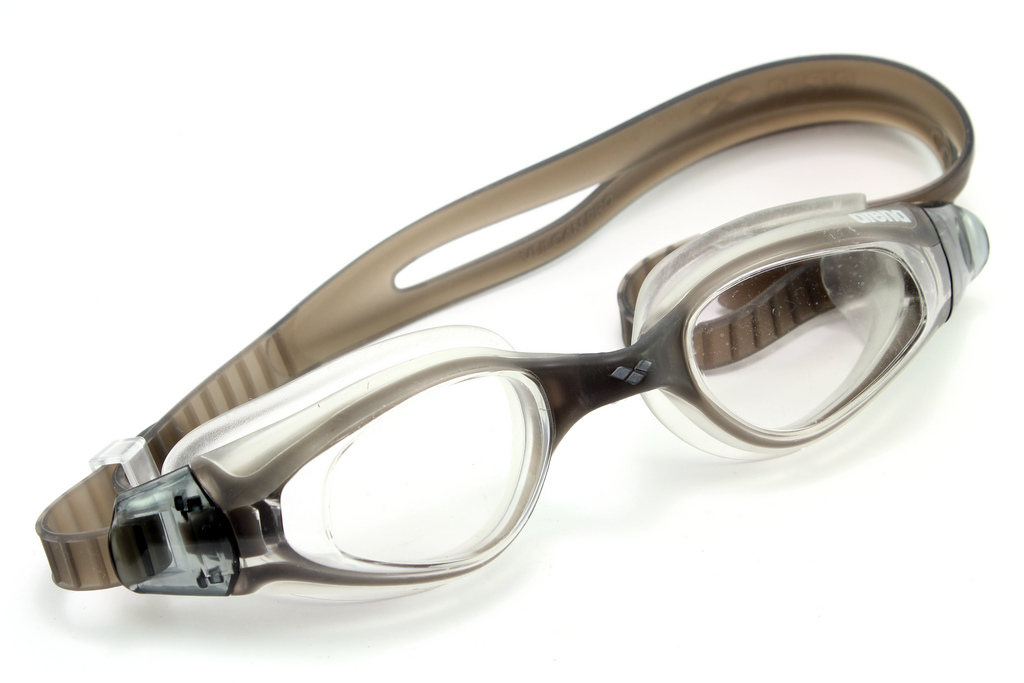
Une paire de lunettes de natation de la marque.

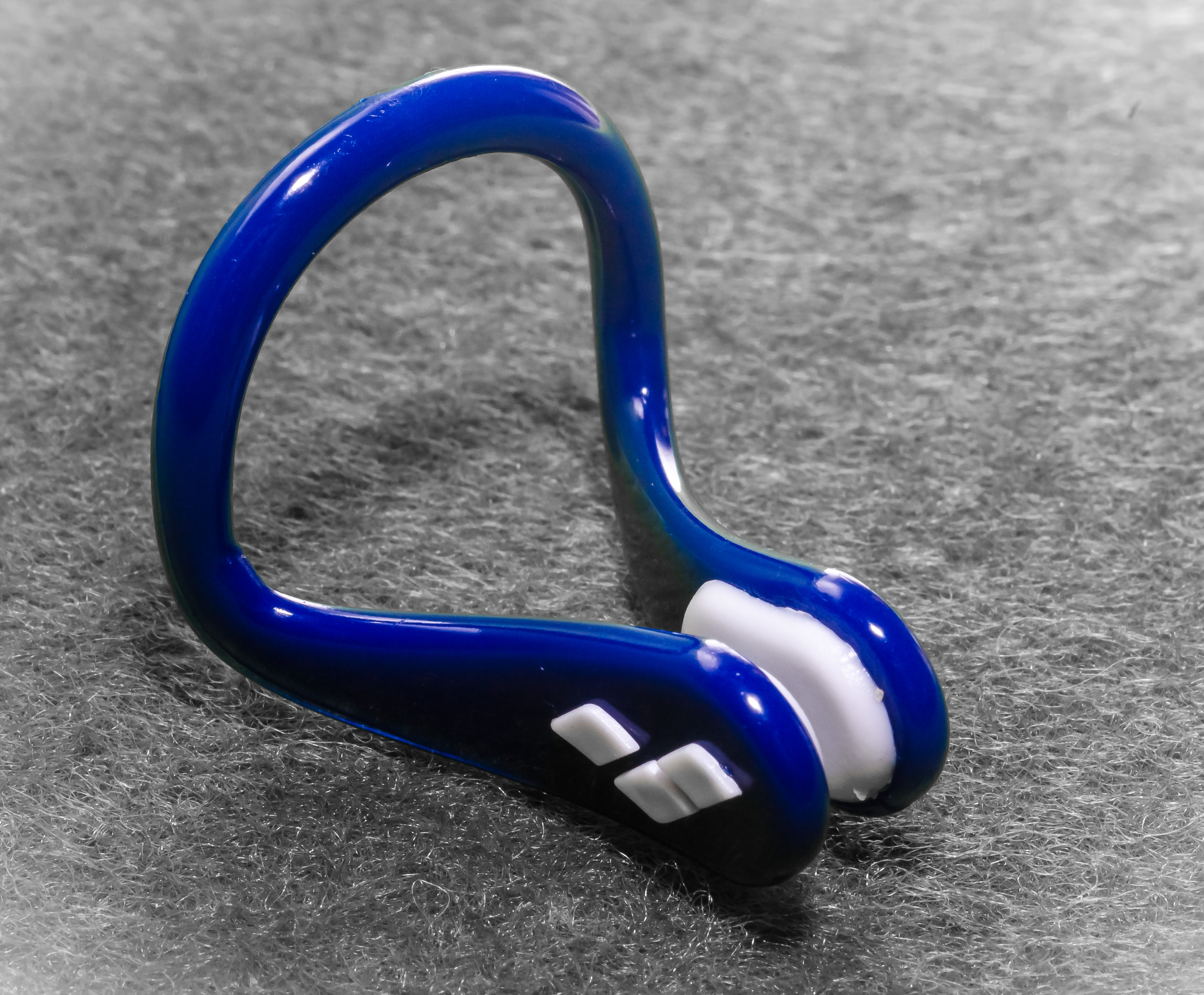
Pince-nez de la marque.

Arena est spécialisée dans les maillots de bain et accessoires de natation (du loisir à la compétition haut niveau). Elle est connue pour avoir équipé des nageurs comme Mark Spitz, Shane Gould, Matt Biondi, Oussama Mellouli, Alexander Popov, Laure Manaudou et récemment Alain Bernard. Ses principaux concurrents sont Speedo, Tyr et Nabaiji (anciennement Tribord).

## Histoire

### Années 1970
Horst Dassler, fils du fondateur d'Adidas, et président d'Adidas France, est le créateur de la marque Arena en Bavière. Présent au bord du bassin lors des Jeux olympiques de Munich en 1972, il est, ainsi que le reste du monde, très impressionné par la performance de Mark Spitz qui remporte ses sept médailles d'or. Arena lance sa première ligne de maillots de bain de compétition. La matière « Skinfit » est un tissu ultra léger de 18 grammes conçu pour coller au corps du nageur comme une seconde peau.
Arena signe l'année d'après son premier contrat féminin avec la nageuse Shane Gould, la « version féminine de Spitz ». En 1974, Arena développe avec elle une collection féminine portant son nom.

### Années 1980
Arena lance en 1980 le « Flyback ». C'est le premier maillot de bain de compétition avec le dos dégagé et les épaules libérées. En 1988, Matt Biondi a rejoint l'équipe Elite Arena et remporte sept médailles lors de mêmes Jeux olympiques. En 1983, le « Super Flyback » améliore les performances du « Flyback » en supprimant les coutures verticales.

### Années 1990
Arena lance dans le début des années 1990 « l'Aquaracer ». Cette matière extra lisse permet de glisser encore mieux dans l'eau et de profiter d'une grande liberté de mouvement. En 1997, Arena renouvelle l'exploit en créant l'Xflat, un tissu encore plus léger, plus lisse et plus fin que l'Aquaracer. Au même moment, l'Elite Team continue de se munir de nouveaux champions tels qu'Alexander Popov et Franziska van Almsick.

### Années 2000
La technologie Powerskin est la nouvelle génération de combinaisons de compétition qui recouvre presque entièrement le corps des nageurs. Des grands champions de la natation tels que Laure Manaudou, Filippo Magnini, Roland Schoeman ou encore récemment Alain Bernard s'équipent de cette technologie.
Depuis 2007, la production de maillot de bain est basée hors de France, notamment en Chine et en Grèce. La fermeture de l'usine française de Libourne causée par cette délocalisation a donné lieu à des licenciements abusifs selon un jugement rendu par un conseil de prud'hommes,. L'entreprise a été condamnée au total à 4,8 millions d'euros de dommages-intérêts, ce qui a fait dire au quotidien Libération que l'entreprise devra « payer pour sa délocalisation ».
En 2001, la marque est achetée par Investitori Associati qui la revend cinq ans plus tard à BS Private Equity ; puis en 2010, le fonds d'investissement américain Riverside s'en porte acquéreur, pour finalement revendre en décembre 2013, au suisse Capvis qui met en vente l'entreprise fin 2018.

## Sponsoring
Arena compte désormais des athlètes de premier rang dans toutes les disciplines. Les récentes signatures confirment aussi son caractère international et éclectique.
Le Français Alain Bernard, médaille d'or au 100 m NL (Nage Libre), médaille d'argent du relais 4×100 m NL et médaille de bronze au 50 m NL à Pékin, Aaron Peirsol, spécialiste du dos et détenteur de sept médailles olympiques, vient de rejoindre des champions tels que, le Brésilien César Cielo, médaille d'or au 50 m nage libre, médaille de bronze au 100 m NL à Pékin, le Hongrois Laszlo Cseh, trois fois médaille d'argent aux derniers JO (200 m, 400 m 4 nages et 200 m papillon) et recordman d'Europe dans ces trois disciplines, le Serbe Milorad Čavić, médaille d'argent aux JO et recordman d'Europe du 100 m papillon, le Norvégien Alexander Dale Oen, médaille d'argent aux JO de Pékin et recordman d'Europe du 100 m brasse, l'Allemand Paul Biedermann, champion d'Europe du 200 m NL, le Suédois Stefan Nystrand, médaille de bronze lors des Championnats du monde de Melbourne en 2007, les Sud Africains Roland Schoeman, champion olympique en relais 4 × 100 m à Athènes (2004), deux fois médaille d'or en 50 m papillon aux Championnats du monde de Montréal (2005) et de Melbourne (2007) et Cameron van der Burgh, détenteur du record PB du 50 m (25.94) et du 100 m (56.88) brasse, Suzaan Van Biljon récente médaillée d'or aux Championnats du monde PB de Manchester, le Russe Yuri Prilukov, 4 fois champion d'Europe du 1500 m nage libre, les Polonais Pavel Korzeniowski, médaille d'or au 200 m papillon aux Championnats du monde de Montréal (2005) et Mateusz Sawrymowicz, médaille d'or du 1500 m nage libre aux Championnats du monde de Melbourne (2007)
Les champions internationaux Adam Peaty, Chad le Clos ou encore Katinka Hosszu font partie de la Team Elite International d'Arena.